# Scandale du Nigergate
Le scandale du Nigergate est un scandale politique qui vient d'Italie. Des agents italiens de l'Agence de renseignement et de sécurité intérieure confectionnent, pour le compte des autorités américaines, un dossier fictif sur l'achat présumé d'uranium (du yellowcake du Niger) par le président irakien Saddam Hussein. Ce dossier a fourni la caution morale pour l'intervention américaine en Irak.

## Historique
En septembre 2002, alors que le gouvernement Bush prépare ses plans d'attaque contre l'Irak, le directeur de la CIA George Tenet et le secrétaire d'État Colin Powell affirment devant le Comité des affaires étrangères du Sénat des États-Unis que Saddam Hussein est en train d'essayer d'acheter du yellowcake au Niger. Au même moment, le gouvernement britannique de Tony Blair prétend aussi que le dictateur irakien essaierait d'acheter de l'uranium dans un pays africain. En décembre 2002, le département d'État des États-Unis reprend cette accusation dans un rapport titré Illustrative Examples of Omissions From the Iraqi Declaration to the United Nations Security Council.
Lors de son discours sur l'état de l'Union du 28 janvier 2003, le président George W. Bush monte en épingle cette affaire, citant des sources d'intelligence britanniques : « The British government has learned that Saddam Hussein recently sought significant quantities of uranium from Africa. » Plus tard, son gouvernement déclarera que « ces 16 mots n'auraient jamais dû être inclus » dans l'adresse à l'Union, en attribuant l'erreur à la CIA.
Cependant, trois officiels américains avaient tenté de vérifier ces allégations en février 2002. Le vice-commandant des forces armées américaines en Europe, le général Carlton W. Fulford, Jr., est allé au Niger pour rencontrer son président, Mamadou Tandja, accompagné de l'ambassadeur américain au Niger, Barbro Owens-Kirkpatrick. Il en conclut qu'il y avait peu de chances qu'une partie de l'uranium du Niger ait été détourné des filières officielles, et envoya son rapport au secrétaire du Joint Chiefs of Staff, le général Richard Myers. Owens-Kirkpatrick en tira des conclusions similaires, envoyant lui aussi un rapport au département d'État des États-Unis. En outre, selon CNN (14 mars 2003, avant l'invasion de l'Irak), l'AIEA (Agence internationale de l'énergie atomique) avait aussi considéré les documents comme des contrefaçons. Enfin, la CIA envoya en 2002 l'ambassadeur Joseph C. Wilson vérifier ces allégations. Celui-ci revint du voyage en confirmant leur fausseté, mais les agents de la CIA omirent par la suite de transmettre cette information au directeur de l'agence.
Le 6 juillet 2003, après l'invasion de l'Irak, Joseph Wilson publie une tribune dans le New York Times, titrée What I Didn't Find in Africa, qui dévoile le mensonge de Bush lors du discours sur l'état de l'Union de 2003. Or, ces fausses accusations contre Saddam Hussein étaient le principal prétexte pour l'attaque de Irak. Quelques jours plus tard, le commentateur conservateur Robert Novak affirme que la décision d'envoyer Joseph Wilson n'avait pas été prise par le directeur de la CIA, George Tenet, mais qu'il aurait été envoyé sur les conseils de sa femme, Valerie Plame. Ce faisant, il dévoile que cette dernière était agent de la CIA, ce qui constitue un crime fédéral aux États-Unis. C'est le début de l'affaire Plame-Wilson.

## Origines des documents
Selon l'enquête des journalistes italiens Giuseppe D'Avanzo et Carlo Bonini, du quotidien la Repubblica, Rocco Martino, un ancien carabinier, et collaborateur du SISMI (service de renseignement militaire) jusqu'en 1999, aurait monté le dossier. Le colonel Antonio Nucera, chef des services de contre-espionnage au SISMI et de la section dédiée à la prolifération des armes de destruction massive, a demandé à Martino de servir d'intermédiaire entre une femme appartenant à l'ambassade nigériane et le SISMI. Martino a ensuite transmis ces documents officiels et contrefaits par la suite à la journaliste Elisabetta Burba, qui les transmet elle-même, sur ordres de son rédacteur en chef au Panorama (journal détenu, via Mondadori, par Silvio Berlusconi, l'un des principaux soutiens à la guerre en Irak), à l'ambassade américaine à Rome en octobre 2002,. 
Martino aurait lui-même eut des contacts avec les services de renseignement français, qui n'ont ni nié ni confirmé qu'il avait été une source d'information.
Selon le journaliste Seymour Hersh, la contrefaçon aurait pu être un piège délibéré mis en place par certains agents de la CIA pour se venger de Dick Cheney et d'autres néoconservateurs. Cette piste a néanmoins été écartée par la suite, les documents ayant transité directement du SISMI italien à la Maison Blanche.
Dans un entretien publié le 7 avril 2005, Vincent Cannistraro, ex-directeur des opérations contre-terroristes à la CIA et ancien directeur du Conseil de sécurité nationale sous Reagan, déclare au journaliste Ian Masters que l'ex-membre du Conseil de sécurité nationale Michael Ledeen, qui travaillait en Italie lors des années de plomb, pouvait bien être à la source des documents contrefaits. Ledeen, qui a été un moment le conseiller principal en relations internationales pour Karl Rove, lui-même ex-éminence gris de Bush, a nié toute implication dans le scandale — l'article en question mentionne qu'il a travaillé dans le temps pour Panorama. Les informations de Cannistraro ont été confirmées le 26 juillet 2005 par son partenaire Philip Giraldi, ancien de la CIA, qui déclara à Scott Horton que les contrefaçons avaient été fabriquées par « plusieurs anciens officiers de la CIA qui sont familiers avec cette partie du monde et qui sont associées avec un certain néo-conservateur bien connu qui a des relations très proches avec l'Italie ». Lorsque Horton affirma qu'il devait s'agir de Michael Ledeen, Giraldi confirma, ajoutant que des compensations financières avaient probablement été versées.
Dans un second entretien avec Horton, Giraldi a affirmé que Michael Ledeen et d'autres anciens de la CIA ont travaillé avec l'Irakien Ahmad Chalabi et le Congrès national irakien, qui soutenaient alors les projets d'invasion de l'Irak.
Néanmoins, le quotidien italien La Repubblica a publié par la suite une série d'articles affirmant que Nicolo Pollari, alors chef du SISMI, avait amené directement les contrefaçons à la Maison-Blanche à la suite des refus réitérés de la CIA d'avaler cette histoire en 2001 et 2002. Le SISMI a transmis ces fausses informations à la CIA le 15 octobre 2001, ainsi qu'aux services britanniques. Le 9 septembre 2002, Pollari rencontrait à Washington Stephen Hadley, alors vice-conseiller à la sécurité nationale du président des États-Unis (cela a été confirmé par le porte-parole du Conseil de la sécurité nationale, Frederick Jones).

## Source
- L'Italie secouée par le Nigergate